# Beleg van Kiso Fukushima
Het Beleg van Kiso Fukushima was een slag tijdens de Japanse Sengoku-periode. Het beleg vond plaats in 1554 en was een van de stappen van Takeda Shingen om zijn macht in de provincie Shinano te vergroten. Shingen belegerde kasteel Kiso Fukushima, gelegen in de vallei van de rivier Kiso in de provincie Shinano. De kasteelheer, Kiso Yoshiyasu, gaf zich over toen de voedsel en watervoorraden van het garnizoen opraakten.